# Atopomacer hondurasensis
Atopomacer hondurasensis is een keversoort uit de familie bastaardsnuitkevers (Nemonychidae). De wetenschappelijke naam van de soort werd in 2009 gepubliceerd door Andrei Aleksandrovich Legalov.